# Сертан Ташкін
Сертан Селаттін огли Ташкін (азерб. Sərtan Səlattin oğlu Taşkın, нар. 8 жовтня 1997, Баку, Азербайджан) —азербайджанський футболіст, фланговий захисник клубу «Зіря» та національної збірної Азербайджану.

## Клубна кар'єра
Сертан Ташкін є вихованцем столичного клубу «Кешля». Його дебют у першій команді відбувся у травні 2015 року. У складі «Кешлі» Ташкін брав участьу матчах кваліфікації до Ліги Європи, та вигравав національний кубок.
У 2019 році Ташкін приєднався до клубу «Сумгаїт», де відіграв один сезон,а влітку 2020 року футболіст підписав дворічний контракт з клубом «Зіря».

## Збірна
З 2015 року Сертан Ташкін виступає за юнацькі та молодіжну зібірні Азербайджану. 27 березня 2021 року у товариському матчі проти команди Катару Ташкін дебютував у національній збірній Азербайджану.

## Досягнення
Кешля
 Переможець Кубка Азербайджану: 2017/18